# Gelis obscuratus
Gelis obscuratus là một loài tò vò trong họ Ichneumonidae.